# Влада Драгана Микеревића
Влада Драгана Микеревића изабрана 17. јануара 2003. године. То је била девета Влада Републике Српске.

## Састав Владе
Предсједник Владе: Др Драган Микеревић
За чланове Владе Републике Српске изабрани су:
- 1. Зоран Ђерић, министар унутрашњих послова
- 2. Милован Станковић, министар одбране
- 3. Симеун Вилендечић, министар финансија
- 4. Милан Богићевић, министар привреде, енергетике и развоја
- 5. Др Гојко Савановић, министар просвјете и културе
- 6. Сауд Филиповић, министар правде
- 7. Славен Пекић, министар управе и локалне самоуправе
- 8. Марин Кватерник, министар здравља и социјалне заштите
- 9. Родољуб Тркуља, министар пољопривреде, шумарства и водопривреде
- 10. Драган Шолаја, министар саобраћаја и веза
- 11. Борис Гашпар, министар трговине и туризма
- 12. Мићо Мићић, министар рада и борачко-инвалидске заштите
- 13. Омер Бранковић, министар за економске односе и координацију
- 14. Јасмин Самарџић, министар за избјеглице и расељена лица
- 15. Проф. др Ђемал Колонић, министар науке и технологије
- 16. Менсур Шехагић, министар за просторно уређење, грађевинарство екологију

Функцију министра у Влади премијера Драгана Микеревића обављали су и:
- 1. Др Бранко Крсмановић, министар финансија
- 2. Дарко Матијашевић, министар унутрашњих послова
- 3. Хрусто Тупековић, министар за просторно уређење, грађевинарство и екологију
- 4. Ђорђе Лајшић, министар привреде, енергетике и развоја